# Umbeluzi
L'Umbeluzi (appelé Mbuluzi en Eswatini) est un fleuve de l'Eswatini et du Mozambique.

## Parcours
Le Mbuluzi est formé par la confluence de deux cours d'eau: le Mbuluzi noir, qui prend sa source dans le Highveld, au nord de Mbabane, et le Mbuluzi blanc (ou Imbuluzane), qui prend sa source dans le Middleveld, près de Manzini. Le Mbuluzi noir alimente le lac artificiel de Mnjoli, le plus vaste du Swaziland. Le Mbuluzi blanc traverse le Parc national royal de Hlane. 
Les deux branches du Mbuluzi convergent peu avant la frontière avec le Mozambique, où le cours d'eau prend le nom d'Umbeluzi. Celui-ci alimente le lac artificiel de Pequenos Libombos, longe la localité de Boane, puis débouche au fond de l'estuaire de l'Espirito Santo, au sud de Matola. 
Ses eaux alimentent l'agglomération de Maputo.